# Пуерто Бариос
Пуерто Бариос (на испански: Puerto Barrios) е град в департамент Исабал, Гватемала. Населението на града през 2010 година е 40 900 души.